# Clare Bowen
Pour les articles homonymes, voir Bowen.
Clare Maree Bowen (née le 12 mai 1984) est une actrice et chanteuse australienne connue pour son rôle de Scarlett O'Connor dans la série Nashville diffusée sur ABC depuis 2012.

## Biographie

### Enfance
Clare Bowen est née le 12 mai 1984 et a passé beaucoup de temps à l'étranger lorsqu'elle était enfant. Elle survécut à un cancer étant jeune, ayant lutté contre la maladie entre quatre et sept ans. Elle a vécu à Stanwell Park en Nouvelle-Galles du Sud et a fréquenté l'école primaire de Dulwich Hill dans la une banlieue de Sydney, puis, plus tard, l'université de Wollongong en Nouvelle-Galles du Sud où elle a reçu un baccalauréat en arts créatifs en 2006. Elle a avant tout étudié le chant lyrique. Avant d'intégrer la série Nashville, elle n'avait jamais chanté devant un micro car comme elle le disait... à l'opéra, on nous apprend à chanter sans. Clare a un frère, Timothée, qui est un musicien,,.

### Carrière
En 2009, Clare Bowen joue dans le film dramatique australien The Combination (en) puis apparaît dans The Cut (en), Gangs of Oz (en), Chandon Pictures (en) et Summer Bay. En 2010, Clare Bowen obtient le rôle principal de Wendla Bergman dans la pièce de théâtre australienne Spring Awakening, dirigée par Geordie Brookman et artistiquement supervisée par Cate Blanchett à la Sydney Theatre Company. En 2011, elle est choisie pour le rôle principal du premier film de Jared Moshe, Dead Man's Burden.
En 2012, Clare décroche un rôle régulier dans la série télévisée Nashville écrite par Callie Khouri.
Le 21 janvier 2014, Zac Brown Band et Clare publient une version live de leur hit Free, avec une transition vers la célèbre chanson de Van Morrison, Into the Mystic.
Clare prépare également son premier album solo prévu pour 2015. Par ailleurs, elle en parle dans une interview avec le magazine Rolling Stone en disant : « Nous avons enregistré quelques choses et j'écris, j'écris, j'écris ».

## Filmographie

### Cinéma
- 2009 : The Combination (en) : Sydney
- 2010 : The Clearing : Evelyn
- 2010 : The Talk
- 2010 : The Invitation : Candice
- 2010 : The Clinic (en) : Ivy
- 2010 : 10 Days to Die : Maddie McCarthy
- 2011 : A Burning Thing : Jen
- 2011 : Cupid : Casey
- 2012 : Suspended : Carla
- 2012 : Dead Man's Burden (en) : Martha Kirkland
- 2012 : Ne convient pas pour les enfants : Gypsy
- 2012 : The Red Valentine

### Télévision
- 2009 : The Cut (en) : Donna Gilbertson
- 2009 : Chandon Pictures (en) : Krystal
- 2009 : All Saints (en) : Holly Russell
- 2009 : Gangs of Oz (en) : Svetlana
- 2010 : Summer Bay : Nina Bailey
- 2012 - 2018 : Nashville : Scarlett O'Connor (124 épisodes)
- 2020 : Hungry Ghosts : Liz Stockton (4 épisodes)

### Théâtre
- 2003 : Candide
- 2004 : Our Town (opera) (en)
- 2005 : The Good Doctor (play) (en)
- 2006 : Metamorphoses (play) (en)
- 2006 : Peer Gynt
- 2009 : 4 Plays About Wollongong
- 2010 : Spring Awakening : Wendla Bergman

## Discographie

### Albums
- 2012 : The Music of Nashville: Season 1 Volume 1
- 2013 : The Music of Nashville: Season 1 Volume 2
- 2013 : The Music of Nashville: Season 2 Volume 1
- 2014 : The Music of Nashville: Season 3 Volume 2
- 2014 : The Music of Nashville: Season 3 Volume 2
- 2015 : The Music of Nashville: Season 4 Volume 1
- 2015 : The Music of Nashville: Season 4 Volume 2
- 2016 : The Music of Nashville: Season 5 Volume 1
- 2016 : The Music of Nashville: Season 5 Volume 2
- 2017 : The Music of Nashville: Season 6 Volume 1
- 2017 : The Music of Nashville: Season 6 Volume 2
- 2018 : Album solo - Clare Bowen

### Singles
- 2012 : If I Didn't Know Better (en duo avec Sam Palladio)
- 2012 : Fade Into You (en duo avec Sam Palladio)
- 2012 : I Will Fall (en duo avec Sam Palladio)
- 2013 : Change Your Mind (en duo avec Sam Palladio)
- 2013 : Casino (en duo avec Sam Palladio)
- 2013 : This Town (en duo avec Charles Esten)
- 2014 : Lately (en duo avec Sam Palladio)
- 2014 : Black Roses
- 2017 : Love Steps In